# Steve Riley and the Mamou Playboys
Steve Riley and the Mamou Playboys es una banda estadounidense de Cajún originaria del sur de Luisiana. La banda se formó en 1988 y desde entonces ha grabado diez álbumes, nueve de los cuales fueron editados por el sello Rounder Records.
El grupo está compuesto por Steve Riley (acordeón, nacido en 1969), David Greely (violín), Sam Broussard (guitarra), Burke Riley (batería/guitarra) y Philippe Billeaudeaux (bajo), y anteriormente también por Jimmy Domengeaux (guitarra), quien falleció en 1999. Kevin Wimmer (violín) se unió al grupo en 2011. Riley es originario de Mamou, Luisiana, y primo del reconocido músico cajún y constructor de acordeones Marc Savoy.

## Historia
Steve Riley and the Mamou Playboys comenzaron en 1988, fundados por Steve Riley y David Greely. Han sido muy prolíficos, con más de diez discos compactos grabados casi exclusivamente en dialecto francés cajún. Su estilo ha evolucionado desde una música tradicional influenciada por los mentores de Riley —Dewey Balfa, Belton Richard y Walter Mouton— hacia un estilo más personal que aún conserva un sonido distintivamente cajún.
En 2008 publicaron un álbum recopilatorio con sus mayores éxitos, titulado "Best of", que incluye algunas de sus canciones más destacadas.
David Greely se retiró de la banda debido a problemas de audición. Su última actuación fue en el baile de Mardi Gras de 2011 en Eunice, Luisiana. En junio de 2022, David Greely volvió a tocar con la banda.

## Premios
Steve Riley and the Mamou Playboys han sido nominados a dos premios Grammy en la categoría de Mejor Álbum de Folk Tradicional. Una de las nominaciones fue por Trace of Time como Mejor Álbum de Folk Tradicional, y la segunda fue por Bon Rêve en 2004.

## Discografía
- Grand Isle (2011).
- Dominos (2005).
- Bon Rêve (2003).
- Happytown (2001).
- Bayou Ruler (1998).
- Friday at Last (1997).
- La Toussaint (1995).
- Live! (1994).
- Trace of Time (1993).
- Tit Galop Pour Mamou (1992).
- Steve Riley & The Mamou Playboys (1990).

### Recopilaciones
- En Français: Cajun 'n' Creole Rock 'n' Roll – Varios artistas, producido por Louis Michot de Lost Bayou Ramblers (2011), Bayou Teche Brewers/CD Baby
- Steve Riley en el grupo Racines: Allons Boire un Coup: A Collection of Cajun and Creole Drinking Songs – Varios artistas (2006), Valcour Records

### Steve Riley en grabaciones de otros artistas
- Been to Town and Back Again – Christopher Shaw (1994)[7]
- Transatlantic Sessions: Songs of Death, Divorce, Drinking and Dancing – Cajun Roosters (2011), Whoopee Records – Pine Groove Sound/CD Baby
- Evangeline Made: A Tribute to Cajun Music – Varios artistas (2002), Vanguard Records.